# Commission judiciaire de la Chambre des représentants des États-Unis
La Commission judiciaire de la Chambre des représentants des États-Unis (en anglais : United States House Committee on the Judiciary) est une commission permanente  de la Chambre des représentants des États-Unis. Elle est chargée « de superviser les départements de la Justice et de la Sécurité intérieure, les réformes des lois et des règlements, les lois sur l'innovation, la compétition et les anti-monopoles, le terrorisme et le crime, ainsi que les réformes sur l'immigration »,. À cause de la nature légale des activités de cette commission , ses membres ont le plus souvent une expérience en droit, mais ce n'est pas une exigence pour y participer.
Lors des 116e et 117e congrès, entre janvier 2019 et janvier 2023, son président est le démocrate Jerrold Nadler, alors que son substitut (ranking minority member) est le républicain Jim Jordan. En janvier 2023, après le basculement de la majorité à la Chambre, ce dernier devient à son tour président pour le 118e congrès. Jordan avec ses alliés à la chambre, proches de Donald Trump, créèrent la sous-commission spéciale sur l'utilisation du gouvernement fédéral afin d'enquêter sur des persécutions politiques. Les démocrates dénoncent l'application d'un double standard et les nombreuses infox et théories conspirationnistes qui y sont relayés,.

### Citations originales
1. ↑  (en) « oversight of the U.S. Departments of Justice and Homeland Security, legal and regulatory reform, innovation, competition and anti-trust laws, terrorism and crime, and immigration reform »